# يوكيهيرو دوي
يوكيهيرو دوي (باليابانية: 土井雪広 ) (و. 1983  م) هو راكب دراجة هوائية ياباني، ولد في ياماغاتا، ياماغاتا، شارك في طواف إسبانيا.

## التعليم
تعلم في جامعة هوساي، في تخصص Sustainability studies ‏ (أبريل 2001–مارس 2005).

## روابط خارجية
- يوكيهيرو دوي على موقع الاتحاد الدولي للدراجات (الإنجليزية)
- يوكيهيرو دوي على موقع أرشيف الدراجات (الإنجليزية)
- يوكيهيرو دوي على موقع إحصائيات الدراجات الإحترافية (الإنجليزية)
- يوكيهيرو دوي على موقع نسبة الدراجات (الإنجليزية)